# Jutta Skokan
Jutta Skokan (* 12. Dezember 1943 in Lambach) ist eine österreichische Autorin und Kulturvermittlerin.

## Leben und Wirken
Nach Abschluss der Handelsschule war Skokan zunächst beim Oberösterreichischen Landesverlag in Linz tätig. Anschließend wurde sie selbständige Kommunikationstrainerin, bildete sich als Kulturmanagerin sowie Sozial- und Lebensberaterin weiter und war ab 1990 mit einem eigenen Kulturverein aktiv. Skokan unterrichtete Kultur- und Kongressmanagement an der HTL Steyr und wirkte zusätzlich an verschiedenen Festivals und Kulturzeitschriften mit. 
Sie ist Veranstalterin des jährlichen Symposium Oberösterreichische Kulturvermerke und des Literaturfestivals Sprechtage Wels. 1994 war sie kurzzeitig Schriftleiterin der Mühlviertler Kulturzeitung, nachdem sie bereits längere Zeit in der Redaktionsgemeinschaft mitgewirkt hatte. Weiters ist sie Mitglied der Grazer Autorinnen Autorenversammlung.
Von 1999 bis 2018 war sie Intendantin der Salzkammergut Festwochen Gmunden.

## Veröffentlichungen
- Übungen fürs Alleinsein (Gedichte), ISBN 9783850981569
- Flavia oder Anna (Erzählungen), ISBN 9783674986641

## Auszeichnungen
- 2007: Goldenes Ehrenzeichen für Verdienste um die Republik Österreich[4]
- 2010: Kulturmedaille der Stadt Wels in Gold[5]
- 2010: Kulturmedaille des Landes Oberösterreich[6]
- Verschiedene Literaturpreise, u. a. den Rauriser Förderungspreis